# Ладва (Карелия)
Ла́два (карел. Ladv, вепс. Ladv) — посёлок в Прионежском районе Республики Карелия, административный центр Ладвинского сельского поселения, комплексный памятник истории.

## Название
Ladv — в переводе с вепсского вершина, верхушка.

## Общие сведения
Посёлок протяжённостью 8 км вдоль реки Ивины, также через Ладву протекает Ягручей.
Расположен в 50 км к югу от Петрозаводска.

## История
В 1779 в Погосте (центральная деревня, в дальнейшем вошедшая в состав посёлка) была построена деревянная Успенская церковь, в 1865 году — каменная Никольская церковь, в 1868 году — деревянная церковь Параскевы Пятницы.
В 1805 г. в Ладве была открыта первая школа. 5 мая 1874 г. в Ладвинском приходе открыто двухклассное народное училище.
24 сентября 1874 г.в селе открыто благотворительное общество (общество вспоможения бедным селения Ладва). В селе также действовало Никольское приходское общество трезвости
С 1875 года Ладва — центр Ладвинской волости Олонецкой губернии.
20 августа 1901 г. в селе было открыто Ладвинское сельскохозяйственное общество, ставившее своей целью улучшение ведения сельского хозяйства крестьянами. С 1903 г. оно издавало газету «Ладвинский сельскохозяйственный листок».
В 1903 году в деревне Борки (в дальнейшем вошедшей в состав посёлка) был открыт Кирико-Иулиттинский монастырь, который действовал до 1930-х годов.
После Октябрьской революции в Ладве была открыта художественно-промышленная школа-мастерская, обучавшая воспитанниц кружевному делу, вязанию и вышивке.
С 1935 по 2010 гг. в селе действовало профессиональное училище, готовившее механизаторов сельского хозяйства. В советские время действовала Ладвинская ГЭС, открытая в 1945 г..
25 января 1936 года постановлением Карельского ЦИК в Ладве была закрыта Никольская церковь.
В октябре 1938 г. селе была открыта школа-интернат для слепых детей, в которой дети обучались грамоте по особой системе.
Во время оккупации посёлка финскими войсками в период Советско-финской войны (1941—1944), в посёлке действовал лагерь для советских военнопленных.
Указом Президиума Верховного Совета Карело-Финской ССР был образован рабочий посёлок Ладва, в черту которого вошли населённые пункты Альковская, Верховье, Гадарино, Иломанча, Калинкина, Канашкина, Кара, Каргуевская, Ларькина, Лахта 1, Лахта 2, Минина, Нижнее, Посад, Ренжовская, Смиркова, Тимошина Гора, Трошкина Гора и Фенькова.
В 2015 году в поселке была открыта частная сыроварня, производящая сыры «Моцарелла», «Рикотта», «Страккино», «Ладвинский» и «Гирвас».

## Достопримечательности
Сохраняется памятник истории — братская могила 27 советских воинов, погибших в годы Советско-финской войны (1941—1944). В 1962 году на могиле был установлен памятник из шокшинского малинового кварцита.
Действует приход Храма святителя Николая.

## Памятники природы
В 7 км на юго-запад от посёлка расположен государственный региональный болотный памятник природы — Болото Пайрецкое площадью 545,5 га, эталон природы южной Карелии, ценный ягодник клюквы.
В 16,5 км на юго-восток от посёлка расположен государственный региональный болотный памятник природы — Болото Ойгорецкое площадью 513 га, сложная болотная система, ценный ягодник клюквы.
В 11,5 км на северо-восток от посёлка расположен государственный региональный болотный памятник природы — Болото Ладвинское площадью 166,2 га, ягодник морошки.

## Население
| 1959  | 1970  | 1979  | 1989  | 2002  | 2009  |
| ----- | ----- | ----- | ----- | ----- | ----- |
| 4170  | ↘3426 | ↗3459 | ↘3355 | ↘2573 | ↘2546 |
| 2010  | 2011  | 2013  |       |       |       |
| ↘2145 | ↗2550 | ↘2132 |       |       |       |

## Известные уроженцы
- Кирьянов, Матвей Михайлович (1865 — ?) — член Государственной думы Российской империи II созыва от Олонецкой губернии, купец и лесопромышленник, выходец из крестьян села Ладва Петрозаводского уезда, из семьи зажиточных крестьян деревни Кара Ладвинской волости Петрозаводского уезда. Окончил Олонецкую губернскую гимназию. В Думе входил во фракцию кадетов.[29]

## Улицы
- ул. Городская
- пер. Ивинский
- ул. Комсомольская
- ул. Молодёжная
- ул. Набережная
- ул. Новосёлов
- пер. Новый
- пер. Октябрьский
- ул. Островная
- ул. Парковая
- ул. Пионерская
- ул. Полевая
- ул. Пролетарская
- ул. Ручьевая
- пер. Северный
- ул. Советская
- ул. Совхозная
- ул. Строительная